# Odanacatib
Odanacatib (INN nome in codice MK-0822) è stato un farmaco sperimentale per l'osteoporosi e le metastasi ossee. È un inibitore della catepsina K, un enzima coinvolto nel riassorbimento osseo.
Il farmaco è stato sviluppato da Merck & Co. La sperimentazione clinica di fase III per questo farmaco è stata interrotta anticipatamente dopo che una revisione ha dimostrato che era altamente efficace e aveva un buon profilo di sicurezza. Merck ha annunciato nel 2014 che avrebbe richiesto l'approvazione normativa nel 2015.
Nel 2016, Merck ha interrotto lo sviluppo di odanacatib e ha annunciato che non avrebbe richiesto l'approvazione dopo che l'analisi della sperimentazione ha mostrato un aumento del rischio di ictus.
Questo farmaco era stato in origine sviluppato presso la Merck Frostt di Montreal.